# Baby sicari
Baby sicaris és el nom amb què són coneguts els nens colombians d'entre 7 i 12 anys entrenats pels narcotraficants perquè els facin la feina d'assassinar.
Les màfies saben que un menor d'edat no pot ser empresonat i que pocs d'ells viuran fins als 18 anys. Aquests nens, que no aprenen a llegir ni escriure, comencen com a distribuïdors de droga o d'armes i municions, i quan es fan més grans passen a fer d'assassins. Alguns d'aquests nens també són usats per a la prostitució amb homes adults per a aquestes màfies. Les màfies de traficants de droga s'aprofiten d'aquests nens en situació de pobresa perquè els resulten molt més econòmics, ja que paguen a cada nen 50 dòlars per assassinat, mentre que un adult cobra vint vegades més (uns 1.000 dólars). Aquests nens assassins poden arribar a ser els principals sicaris de les organitzacions criminals, per damunt dels adults.
Es troben als barris més humils de l'eix cafeter, incloent-hi Pereira, capital de la zona cafetera colombiana, i Dosquebradas. Els nens assassins són "exportats" a ciutats veïnes com Cartago, al Valle del Cauca, Manizales i Chinchiná a Caldas i els municipis de La Virginia i Santa Rosa a Risaralda. Segons el Defensor del Poble de Risaralda, en 2008 estimava que hi havia 200 menors pertanyents a bandes criminals, incloent-hi assassins i nens en període d'ensinistrament amb altres funcions. La policia de Risaralda comptava en 2007 amb 943 menors capturats involucrats en tota mena de delictes, homicidis inclosos, 46 casos més que en 2006.

## Altres països
Algunes persones comparen el fet amb el viscut a la comuna de Medellín i altres hi troben similituds amb el fenomen de Los Maras, que va afectar Amèrica Central i especialment a països com El Salvador.